# Alberto Barros
Alberto Manuel Barros da Silva (Vila Nova de Gaia, 1957) é um médico português e professor catedrático e director do departamento de genética da Faculdade de Medicina da Universidade do Porto. Alberto Barros é pioneiro na inseminação artificial, introduzida em Portugal em 1985.
Barros é pioneiro em Portugal de diversas técnicas de Procriação Medicamente Assistida, nomeadamente, inseminação artificial intraconjugal, com preparação in vitro do esperma (1985); crioconservação do esperma em azoto líquido (1985); inseminação artificial com esperma de dador (1985) e microinjeção intracitoplasmática de um espermatozóide (1994).
Foi responsável pela equipa que obteve as primeiras gravidezes mundiais em casos de imobilidade total  dos  espermatozóides  (através  da microinjeçãointracitoplasmática), em 1996,  e  paraplegia  com  ausência  de ejaculação devido  a  traumatismo  da  espinal  medula  com  arma  de  fogo  (microinjeçãointracitoplasmática  após colheita do esperma por electroejaculação endorectal), em 1997.
É membro efectivo nomeado pelo governo do Conselho Nacional de Procriação Medicamente Assistida, liderando diversas comissões no âmbito das técnicas de procriação medicamente assistida e outras.